# Leiobunum nigripes
Leiobunum nigripes – gatunek kosarza z podrzędu Eupnoi i rodziny Sclerosomatidae.

## Opis
Długość ciała u samców wynosi około 5 mm. Ubarwione są brązowawo z jaśniejszą stroną brzuszną. Wzgórek oczny ciemny. Krętarze i nogogłaszczki cętkowane brązowo. Pozostałe segmenty nóg ciemne. Samice o ciele długości około 9 mm. Strona grzbietowa ubarwiona brązowo z ciemniejszą plamą pośrodku.

## Biotop
Kosarz ten zamieszkuje tereny zalesione i zadrzewienia, gdzie występuje na pniach drzew, krzewach i roślinności zielnej. Często spotykany na krzewach róż i malin.

## Występowanie
Gatunek występuje we wschodnich Stanach Zjednoczonych (wykazany ze stanów: Arkansas, Floryda, Georgia, Illinois, Indiana, Kentucky, Michigan, Maryland, New Jersey, Nowy Jork, Ohio, Wirginia) oraz w Ontario w Kanadzie.